# 台灣高鐵財務改革

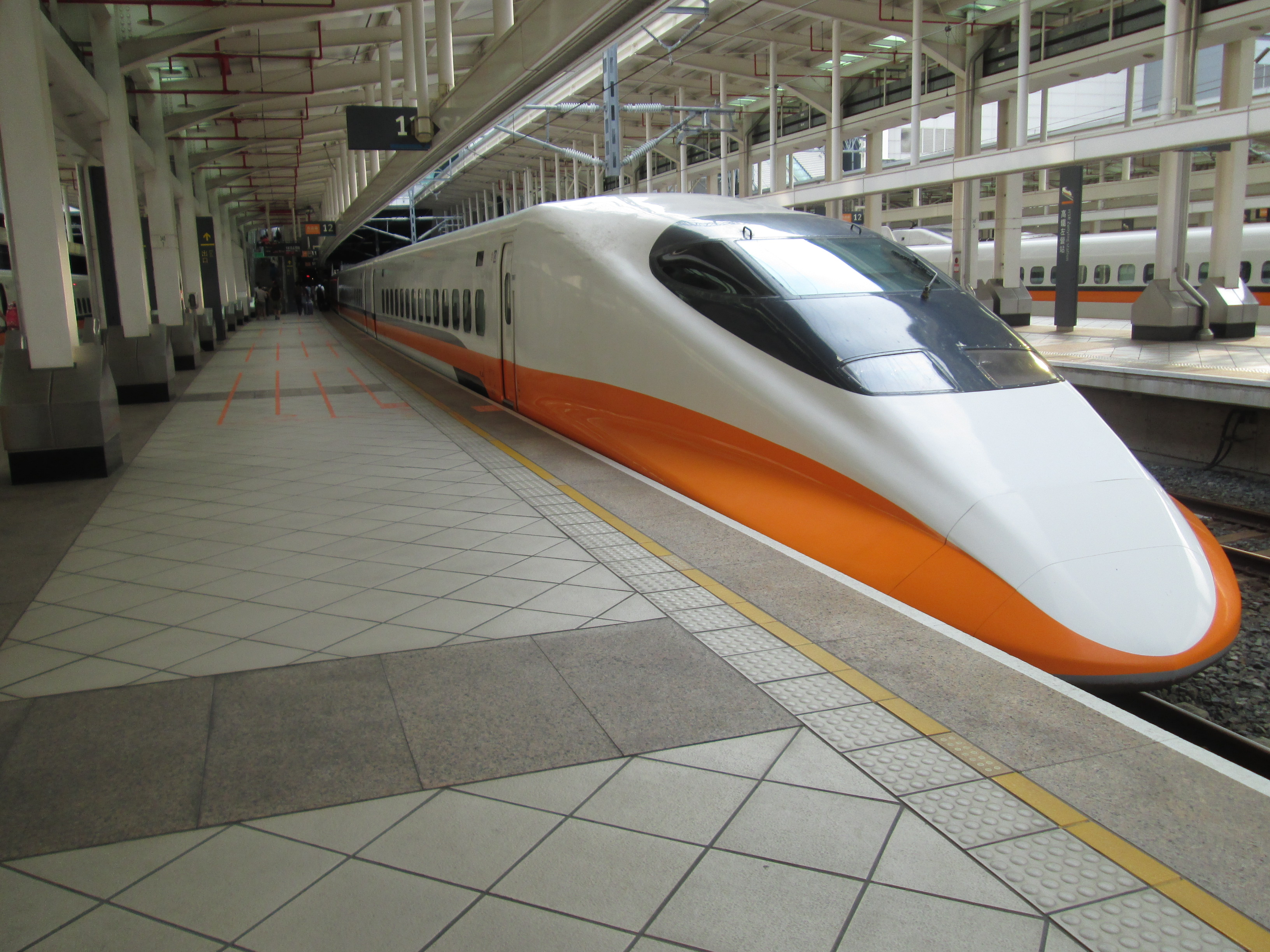
台灣高鐵

台湾高铁财务改革是指2008年至2015年间，中华民国政府为避免因民间投资股本收益问题拖垮台湾高铁公司而推行的一系列财务改革措施。
台湾高铁财务改革历经三任中华民国交通部部长：毛治国、叶匡时和陈建宇。其中，叶匡时因其提出的财改方案未获同属中国国民党的立法委员支持而辞职。改革于2015年完成，台湾高铁公司由原本的民營企業转变为官股和泛公股佔絕對多數的國有民營企業，並成功避免了破产重组危机。

## 背景

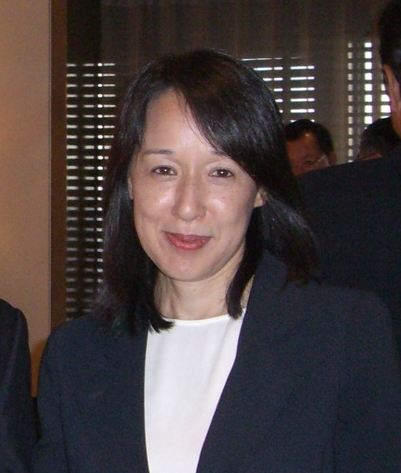
五大原始股東之一是大陸工程，總經理殷琪是高鐵公司首任董事長

1993年，台灣高速鐵路在中國國民黨和民主進步黨一致同意下，決定採取BOT模式，公開招標，是當時全球最大BOT案。1997年，因為各界預估運量都偏高，加上另外盤算了工程發包、土地開發等周邊利益，大陸工程、長榮集團、東元集團、太電集團、富邦集團五大原始股東以零元標下此案，稱政府不用出一毛錢。然而五大股東僅投入約300億元，在1998與國民黨政府簽訂合約中，政府擔保高鐵的三千億元債務，並且若高鐵破產政府必須強制收購。2000年之後民進黨政府執政時，高鐵工程開始面臨財務困難，經過數次增資後，2003年民進黨替高鐵量身解套，用強制手段讓公股投資，推出五百億元的特別股，每年現金股息5%，六年後到期高鐵公司必須贖回。
另一方面，在BOT的模式下，特許期為35年，在這段時間內，所有的車輛和機器等設備將因折舊歸零，無法抵押應該還給投資人的股份，此折舊成本也讓高鐵的財務產生困難。
2007年台灣高鐵開始營運，雖然開始有生意，同時卻因為資金不足，積欠特別股的應付的股息，法院判決因高鐵無獲利，可以暫時不必支付特別股股息，然而，2010年起高鐵公司也到了應贖回到期的股本的時候，卻無力贖回。2012年底開始陸續有四十多間持有特別股的公司提告，要求高鐵公司支付股息、贖回股本，這筆欠款共達上百億元，然而至2014年底，高鐵公司的可動用的流動資金只有18億，若高鐵敗訴，就會導致破產。

### 原始股東立場
原始股東認為高鐵虧損的三大原因是921地震後防震的標準提高造成施工成本暴增、政府預估運量不如預期、以及政府要求提供優待票卻不支付價差給高鐵公司。解決破產問題的一個方法是增資，然而因為特許期有限，運量也已經確定低於預期，增資在現有條件下，幾乎確定會造成虧損，所以原始股東並不願意增資。又因為依合約破產會由政府承擔，原始股東幾乎沒有損失，原始股東寧可讓高鐵破產也不願意接受任何會虧損的財改方案。

### 散戶立場
高鐵公司另有五萬多名小股東，持股總數過半，因此財改過程不是政府一聲令下就能解決，需注意不能造成他們的利益虧損。

### 特別股東立場
2003年加入的特別股東大多是是受政府壓力才認購，例如中華航空事業發展基金會（航發會）照理說不應該投資會和航空業直接競爭的高鐵。雖然2010年特別股已經到期，但因為特別股東大多是公營或泛公股公司，所以各股東都睜一隻眼閉一隻眼，未向高鐵公司要求贖回。然而，2012年因為立法院交通委員會的要求，以及監察院調查，航發會首先開始對對高鐵公司提起訴訟，要求贖回股本和支付股息。事情上了檯面後，因為《公司法》規定公司經理人必須對公司利益負責，其他四十多間持有特別股的公司也不得不跟著提告。

### 交通部立場
中華民國交通部認為運量本來就僅供參考，各方預估都沒預見臺灣經濟成長趨緩，這不是政府的責任，原始股東應自行承擔投資風險。然而因為合約的規定，若高鐵破產政府必須接管，估計約四千億的接管成本和三千億的官司將由全民承擔，移交過程中高鐵的持續營運以及3500名員工的權益也不易顧及，因此交通部不希望高鐵走向破產接管。

## 第一階段：2008-2013
毛治國擔任交通部長時，推動的改革主要是借新還舊，利用政府的力量讓銀行團降息，以降低每年必須支付的利息成本。為了安撫銀行團對高鐵公司的信心，高鐵公司的財務中設立了資金專戶，一部份現金必須留在專戶內用來歸還債務，並且代表民股的殷琪辭去台灣高鐵董事長，改由歐晉德以公股代表身分經營。除此之外，折舊的計算方式在2009年從直線折舊法改成運量折舊法，來降低每年的折舊成本，如此一來在帳面上可以暫時延緩破產，然而只要特許期一到，所有設備價值仍需歸零。

## 第二階段：2013-2015

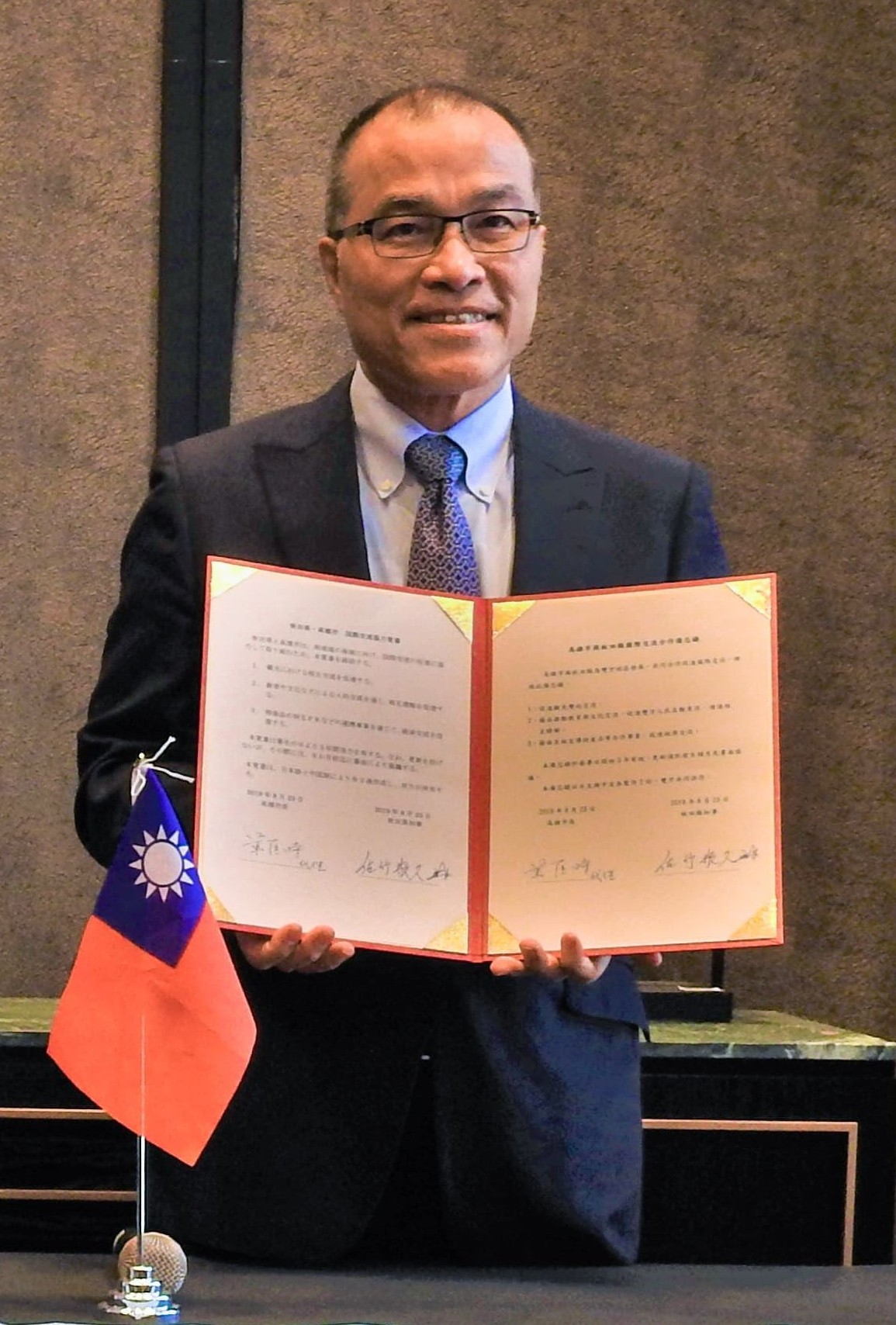
時任交通部長葉匡時

2013年接替毛治國的交通部長葉匡時研擬推動第二階段財改，找來財務專家范志強接任高鐵公司董事長，找尋可行方案。最後交通部和原始股東之間多方協商後，2014年底提出的方案是：
1. 原始股東（包括散戶）減資，贖回特別股，承擔大部份虧損，再增資由泛公股和全民認股，改善金流
2. 特許期從35年延長到75年，降低折舊成本，預估產生約八千億的未來營收，讓原始股東有機會賺回減資的虧損、也讓增資者有投資動機[9]
3. 高鐵公司歸還一些土地開發的地上權，折抵政府要求的回饋金[16]
4. 設立平穩基金，設定高鐵獲利的上限，兼雇高鐵營運的公益性[17]

因《獎勵民間參與交通建設條例》規定政府投資不得超過20％，葉匡時規劃由泛公股事業來增資。同時因公司法規定原始股東有增資之權利，所以葉匡時必須道德勸說原始五大股東不要增資。
然而，因為此案涉及太多不同利益間的衝突，包括五大股東各自的立場、國民兩黨各自的政治立場，再加上一知半解的名嘴評論、以及特定人士的輿論操作，無論如何處理都出現了批評聲，高鐵即將破產說被認為是恐嚇人民，延長特許期被批評是圖利私人，減資再增資被解讀為要賤賣高鐵給親近馬政府的財團或是讓中資介入。2015年一月，立法院交通委員會投票以18比零票壓倒性反對此方案，葉匡時基於對政策負責的理念辭職，高鐵董事長范志強也跟著辭職，交通部則開始規畫高鐵破產的接管作業。

### 妥協
接下來幾個月，所有的股本訴訟案中高鐵都真的敗訴，高鐵一旦破產投資人分文都拿不回來，因此產生急迫感，再加上民進黨考量2016將會成為執政黨，以及葉匡時卸任後積極上節目專訪說明財改案，兩黨立委的立場又開始急速轉向，即將破產的高鐵又現生機。接任的陳建宇部長以及劉維琪董事長得以調整原有的財改方案，延長的特許期由40年改為35年（即延長至70年），增資對象則提出兩方案，一為全民釋股，二為公股和泛公股，並修改獎參條例，讓公股在高鐵的股權可以達到50%，降低圖利私人的觀感。
經由朝野共識，財改案於是在2015年5月在立法院通過，選擇由公股增資的第二方案，並在9月在高鐵公司股東會通過。2016年十月，財改後的高鐵公司重新在臺灣證劵交易所上市交易。

## 影響
更改規則與公家直接增資後，因為財改，高鐵得以避免破產，解決債務問題後，並可以開始賺錢分股，公司營運也開始穩定。據2020年的報導，財改後政府獲利破千億，有些股民覺得財改是政府巧取豪奪本來屬於他們的股利。然而，葉匡時認為股民應該沒有虧錢，甚至有些小賺才對，且如果不是財改，高鐵早就破產了，要是進入法律程序，所有股民都會血本無歸。
另外財改後，高鐵公司官股與泛公股的比例過半，因此雖然形式上是民營公司，實質上最大股東是政府，成為國有民營公司。也因為兩階段的財改先後造成殷琪在2009年讓出董事長、民股在2015年降低持份，一手參與建立高鐵的大陸工程在2019年決定出清持股，全面退出高鐵。

## 外部連結
- 2014年12月29日葉匡時於立法院交通委員會報告 （页面存档备份，存于）